# Kadiri Ikhana
Kadiri Ikhana (né le 31 décembre 1951 à Ilorin au Nigeria britannique) est un footballeur international nigérian, qui évoluait au poste de défenseur, avant de devenir entraîneur.
Il est le beau-père de Yakubu Aiyegbeni, ainsi que de Patrick Ovie, également footballeurs.

## Biographie

### Carrière de joueur

#### Carrière en sélection
Avec l'équipe du Nigeria, il figure dans le groupe des sélectionnés lors des Coupes d'Afrique des nations de 1978 et de 1980.
Il participe également aux Jeux olympiques de 1980. Lors du tournoi olympique organisé en Union soviétique, il joue un match contre le Koweït.
Il joue également un match face à la Tunisie comptant pour les tours préliminaires de la coupe du monde 1982.

### Carrière d'entraîneur
Avec le club d'Enyimba, il remporte la Ligue des champions en 2003.

## Palmarès

### Palmarès de joueur
| Bendel Insurance - Championnat du Nigeria (2) : - Champion : 1979. - Coupe du Nigeria (2) : - Vainqueur : 1978 et 1980. - Finaliste : 1981. |  | Nigeria - Coupe d'Afrique des nations (1) : - Vainqueur : 1980. - Troisième : 1978. |

### Palmarès d'entraîneur
| Mohammedan - Championnat du Bangladesh (1) : - Champion : 1996. |  | Enyimba - Ligue des champions (1) : - Vainqueur : 2003. - Championnat du Nigeria (1) : - Champion : 2003. |  | Kano Pillars - Championnat du Nigeria (1) : - Champion : 2008. |